# Neocortex

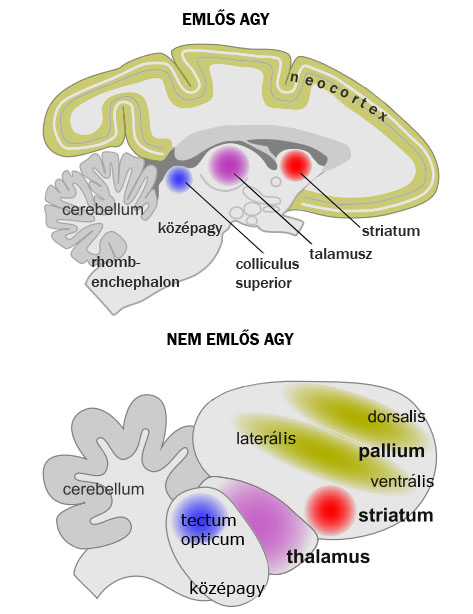
Az emlős és nem-emlős agy összehasonlító ábrája, tekintettel az új agykéreg elhelyezkedésére

A neocortex („új agykéreg”) egy hozzávetőlegesen 2600 cm2 felületű, 3–4 mm szélességben kiterjedt idegszövet az emlősök agyának felszíni részén. Durván számítva mintegy 3×109 (3 Milliárd) számú neuront és nagyjából ugyanennyi gliasejtet foglal magában. A szinapszisok egymással és az agy más területén lévő sejtekkel közel 1012 nagyságrendben képeznek összeköttetést. A kéreg vízszintes irányban 6 lemezszerű rétegre tagolódik, vertikális irányban a számos kapcsolatot képezve a lemezek közt. A kifejlett neocortex alapegysége a kis agykérgi oszlop (agykérgi modul), egy vékony neuronlánc, amely függőleges irányban hat sejtréteget képez. Mindegyik sejtoszlop ~ 80–100 idegsejtet foglal magában, ettől kivétel csak a striatum, ott a neuronok száma jóval a duplája is lehet. A modulok átmérője 300 és 600 μm, még azon fajok esetében is, ahol az agytérfogat jóval kisebb. A kérgi oszlopok organizációja egy jellegzetes visszafutó mintázatot mutat, a kétdimenziós ábrázolásokon ez a variáció jól észrevehető.

## Ontogenezise
A kérgi neuronok fejlődő előagy ventricularis és subventricularis zónájából alakulnak ki. A kialakulásuk helyéről a végső pozíciójukba történő vándorlás már az első aszimmetrikus osztódás során elkezdődik. Az idegsejtek – migrációjuk után rétegekbe rendeződnek, ahol projekciókat bocsátnak ki és efferens idegi összeköttetéseket fogadnak. Mondhatni tehát, hogy a főbb karakterisztikus jellegek az ontogenezisnek már a korai szakaszában realizálódnak. Majom esetében vizsgálták az agyi fejlődés ezen stádiumát és megállapították, hogy már a 40. napon – a cortex neurogenezise előtt – a prekurzor sejtek már jelen vannak a subventricularis zónában (Levitt és mts-ai). 
Az idegsejtek a radiális glia rostok mentén mozognak, míg végül a neurális epitheliumhoz kötődve a kortikális lemezhez. Egy adott típusú idegsejt generációs ideje egyértelműen meghatározza a végső vertikális pozícióját a neocortexben. Továbbá érvényes, hogy az idegsejtek több mint 90%-ának a genezis során elfoglalt térbeli helyzete meghatározza a végső tangenciális pozíciójukat az érett agykérgi részekben. Macaca sylvanus esetén a neurogenezis hozzávetőleg a gesztációs idő 40–dik napján kezdődik és a 165–ben teljesedik ki. Ember esetében a neokortikális idegsejtek teljes kifejlődésüket a második trimeszterben elérik. (Rakic).

## Evolúciója
A neocortex kialakulásának kutatása az időben távolra vezethető vissza, melynek egyik mérföldköve talán kétoldali szimmetria létrejötte az idegrendszert illetően. Praktikusan érdemes inkább az emlősök törzsfejlődését figyelemmel kísérni. Ebben az esetben is minimum 200 millió év időtávlatára kell fókuszálni a több ezer fajjal, melyekben az új agykéreg nagysága, egyéb kvalitatív jellege erősen eltérő. Jó néhány összehasonlításra érdemes szempontot lehet figyelembe venni, ezeknek egyike a kladisztikus rendszertani analízis. Ez a közös, származtatott bélyegek alapján sorolja különféle kládokba (csoportokba) az élőlényeket és eszerint osztályozza. Az analízis sikeressége attól függ, mennyire ismert a jelenleg is élő emlősök idegrendszeri felépítettsége. 
A másik módszer az őslénytani vizsgálata, ez azonban – mivel az agyi struktúrák lágy részek és nem fosszilizálódnak – kevésbé lehetséges. Ebből a szempontból a koponyának van nagyobb jelentősége, mivel a belső szerkezet kihatással van a koponyaméretre és alakra. A belső koponyaűr 3 dimenziós képi ábrázolása útmutatást adhat nem csupán az alakról, hanem még a tekervények struktúrájáról is. A korai emlősöknek - a paleontológiai kutatások alapján – kis agyméretükhöz igen kis kiterjedésű neocortex társult. Ezen fajoknál a szaglóideg jelentős hányadot tett ki az agyi kapacitáshoz mérten, melyhez jelentős fejlettségű primer szaglókéreg tartozott. Ugyanakkor a neocortex mérete elhanyagolható volt, az előagy irányában terjedt ki. A megfelelő fejlettségű agykéreg létrejöttének metabolikus járuléka lett volna. Az ismert kezdetleges Brodmann-mezők száma talán 15–20–ra volt tehető, a mai fejlett új agykérgi mezők számával összehasonlítva. Ezek például az elsődleges és másodlagos szomatoszenzoros mezők, elsődleges és másodlagos látókéreg. Az agykéreg ezen része tehát inkább az érzékelésért felelős területeket foglalta magában, a motoros kérgi mezők csak a méhlepényes emlősökkel jelenik meg. A Tarsiiformes csoportban már megjelent egy bizonyos fokú előrelépés a kortikális organizációt illetően. Ezen állatoknak jellemzően igen nagy szemei voltak, a látókérgi mezők jelentősen eltértek az elődeiktől. 

## Idegsejtek altípusai a neopalliumban
Az agykérgi neuronok két főbb típusát különböztetik meg: az interneuronok – melyek a helyi idegi kapcsolatok létesítéséért felelősek –, valamint a projekciós neuronok, melyek inkább a távoli kérgen belüli, illetve a szobkortikális és a szubcerebrális célsejteket érik el. A projekciós neuronok rendszerint glutaminerg jellegűek, ezek tipikusan a piramissejtek. A fejlődés során a neocortex germinatív zónájából fejlődnek, melyek a telenchephalon dorsolateralis részében lokalizálódnak. Ezzel ellentétben a GABA-erg interneuronok, illetőleg a Cajal-Retzius sejtek elsősorban a telenchephalon ventrális zónájából származnak és jórészt nagy távolságokat tesznek meg míg végső működési helyükre kerülnek. 

### Piramissejt

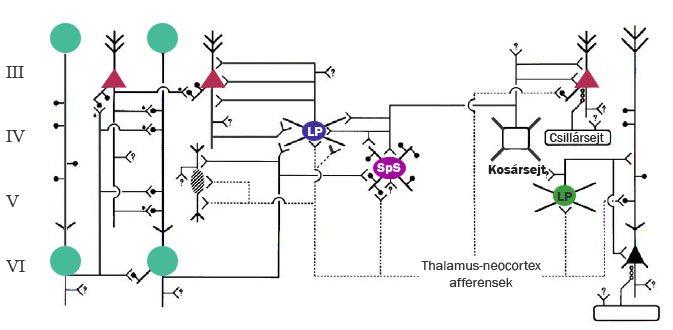
Kísérletesen igazolt szinaptikus kapcsolatok a neocortexben (SpS: tüskés csillagsejt; LP: oldalsó-hátsó mag)

A legfőbb típusa az agykérgi neuronoknak, a neocortex 2/3-át alkotja. Piramissejtek mindegyik rétegben megtalálhatók, kivétel az I. réteg. Apicalis dendritjeik révén mind a 6 rétegen keresztülhatolnak és a neocortex úgymond „kimeneti” neurontípusát képezik. Az agykérgi területek számos része között is kapcsolatot teremtenek, vagy más részek között (thalamus, colliculus superior). A piramissejtek alcsoportjai jórészt küllemre is megkülönböztethetőek, de funkcionalitásukat tekintve egyértelműen. Példaként említhető, hogy a IV. rétegben Lorente de No ún. csillag piramissejteket azonosított, amiket szimmetrikusan elhelyezkedő bazális dendritjeikről nevezett el. A másik legtipikusabb sejtféleség a IV. (motoros) rétegben megtalálható Betz-sejtek. Ezen sejtek viszonylag nagy méretűek, axonjaik a piramispálya (tr. corticospinalis) alkotóelemei egyúttal, amelyek a gerincvelőig szállnak le. A látókéreg úgyszintén nagy méretű sejtekkel rendelkezik, ezeket Meynert–féle sejteknek nevezik. Ezek szintén piramissejtek, melyek mélyebben, az V. és VI. rétegekben (fajtól függően) találhatók. Utóbbi az agykérgen belül és a középagy irányába is juttat rostokat (híd). A látókéreg V. rétegében két elkülönült zóna is található: az egyik egy szélesebb dendrithálózat, mely az I. rétegig emelkedik (terminális köteg), a másik apikális dendritjei vékonyabbak és végükön nem képeznek szétágazást.  
A dendritikus tüskék egyes esetekben hiányozhatnak az idegsejtektől, ezeket egyszerűen sima felszínű (SN) neuronoknak nevezik. Ezek rendszerint megnyúlt dendritikus hálózattal rendelkeznek, mind sugár–, mind érintőleges irányban. A dendrit morfológiája alapján legalább 19 féle SN neuront írtak le (Szentágothai, Regidor). Egyik ilyen típus a kosár-sejt – melyet először az ismert sejtbiológus, Ramón y Cajal írt le – GABA–erg gátló sejt. Ezen típusok axonjai jól kivehető kosárformát alkotnak az innervált célsejteknél. A kosársejtek jórészt a kisagyban és a hippocampusban fordulnak elő. A legújabb kutatások alapján tudható, hogy a kosár-sejtek leginkább a dendrittüskéken vagy a dendriteken érik el a célsejteket. 
Az I. rétegben két speciális neurontípus található, amely más rétegekben nem fordul elő: a Retzius-Cajal neuron és a kis agykérgi neuron (I.). Egy másik variáns a vertikális orientációjú kolaterálisokkal rendelkező Martinotti sejt. Eredetileg a Martinotti sejtet mint multipoláris neuron írták le, kompakt dendrit organizációval, melyet a mélyebb agykérgi rétegekben találtak. Újabban kiderült, hogy még fejlődési életszakaszban lévő állatoknál jelentősebben gyakori és nagy részük eltűnik a születés utáni periódusban (Wahle, 1995). A csillár–sejtek szintén SN neuron, melyet jellegzetes axon arborizációjáról neveznek így (Szentágothai). 

### Egyéb sejttípusok a neocortex rétegeiben

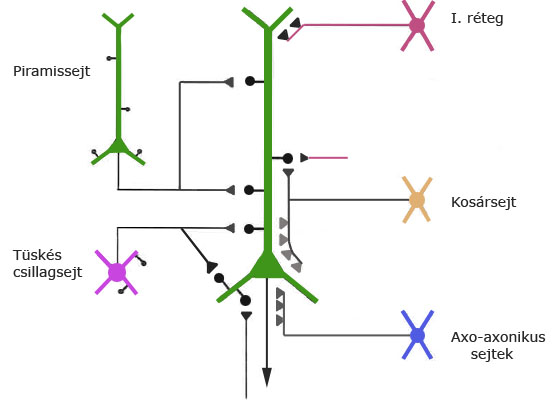
Szinaptikus összeköttetések a főbb sejttípusok között

Az I. réteg a legkülső, gyakran molekuláris vagy néha félrevezető módon acellulárisnak is nevezik. Ez utóbbi ugyanis könnyen megcáfolható, a néhány idegsejt Nissl–festés könnyen láthatóvá tehető. Ezen neuronok mind gátlóak és a mélyebb rétegekből kapnak projekciókat. A régión belül futó axon és neuronok vízszintes orientációjúak és a szomszédos agykérgi oszlopokkal tartanak kapcsolatot. Az I. rétegben lévő oszlopokon belüli axonokról úgy gondolják, hogy II. és III. rétegben lévő piramissejtekkel tartanak kapcsolatot. 
A II. réteg a külső granuláris sejtrégiót alkotja, tulajdonképpen kis méretű piramissejtek és néhány gátlóneuron összessége, legtöbbjük bipoláris sejt. Felfedezhetőek a piramissejtek apicalis dendritjei, melyek az V. és VI. rétegben helyeződnek.
A III. funkcionális rétegben szinte a neocortexben található összes sejtféleség kimutatható, kivétel serkentő idegsejtek, Cajal–Retzius sejtek és besorolatlan egyszerű gátlóneuronok. Voltaképp a nagyobb hányadát kis piramissejtek teszik ki. 
A IV. réteg főleg nagy számú gátló neuront foglal magában, továbbá egy határréteget, mely a modulok magját képezheti, mindenesetre egy dinamikus átmeneti zónát, ami a jelközvetítésben fontos. Nem minden esetben van jelen, de ha igen akkor csak ebben az övezetben. 
Az V. réteg főleg nagyobb piramissejtekből áll, kis méretű gátló idegsejtekkel. A VI. kérgi zóna meglehetősen heterogén, olykor összemosódik a fehérállománnyal. Jellemző idegsejt–félesége a Martinotti–sejtek. A thalamusból sűrűn kap projekciókat.

#### Neokortikális progenitor sejtek
A neurogenezis korai szakaszában a rostralis idegcső dorsolateralis részének neuroepitheliuma kiterjed, amely kialakítja az agykérgi projekciós neuronokat. Ez közvetlenül határos a mellette fekvő ventricularis zónával. A fejlődés előrehaladtával ez utóbbi felett egy erősen osztódó rész jön létre, a subventricularis zóna. A progenitor sejtek különböző agykérgi rétegeket képeznek, majd a posztmitotikusan (= mitózis után / másképp preszintetikusan) pozícionálódnak a radiális és tangenciális migráció során. Ez a folyamat egereknél nagyjából a gesztációs idő 11. és 18. napja közt zajlik le. 
A corticalis lemez – amely a többrétegű neocortexet képezi – marginális zóna és a mélyen fekvő subcorticalis lemez közt helyezkedik el. A progenitor sejtek és sejtpopulációk fejlődésének részletei még nem teljesen ismertek. A sejtvonal vizsgálata azt mutatta, hogy a neocortex neurogenezisének kezdeti fázisaiban kialakulnak a piramissejtek összeköttetései a II. és VI. agykérgi rétegek között. A fejlődés előrehaladtával a progenitorok multipotens jellege erősen visszaesik. A felszíni rétegekben a progenitor sejtek kisebb plaszticitással rendelkeznek.
A neocortexben a neurogén progenitoroknak legalább három alaptípusa különböztethető meg: a neuroepithel, a radiális gliasejtek és az intermedier progenitorok. A sejtosztódásban résztvevő neuroepitheliális sejtek, amelyek a multipotens progenitor sejtvonalat képezik, szimmetrikus sejtosztódásban képződnek. Ezzel ellentétben a fejlődés korai szakaszában keletkező idegsejtek aszimmetrikusan osztódnak. Ahogy a neurogenezis előrehalad kialakul a radiális glia, amelyről sokáig úgy gondolták hogy fontos szerepe lehet a neuronok végső pozíciójának és funkciójának meghatározásában. Annyi bizonyos, hogy glia típus lényegi jelentőségű az agykéreg idegfejlődésében, többek közt a piramissejtek képződése során. 

#### I–es típusú gátlósejtek

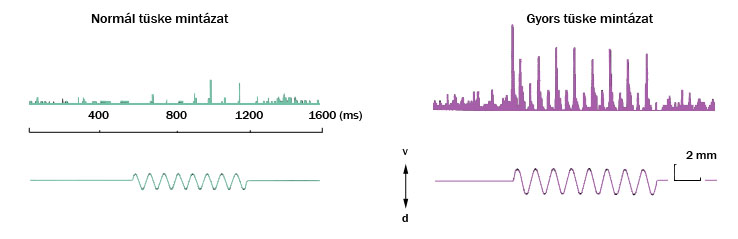
Normál és gyors válasz jellemző mintázata (8 Hz)

Az agykérgi neuronok 15%-a helyi gátló interneuron; 50%-a ezeknek GABA-erg (neurotranszmitterük {\textstyle \gamma }–aminovajsav) és minden rétegben megtalálhatók. A legtöbbjük gyors kisülésű (FS), akkomodációs készségük alacsony, vagy nincs (a kisülési frekvencia nem változik a folyamatos, állandó gerjesztési áram hatására sem). Gyakrabban ezért ezeket az idegsejt típusokat nem FS, hanem NAC (non–accomodating) neuronoknak hívják. Három alosztályuk közül a b–NAC rövid, 3 – 5 terjedő, magas kisülési frekvenciával jellemezhető. A d–NAC (delayed ~ késő) válaszmachanizmusa jellegzetesen egy rövid késési időintervallumot mutat a stimulus és a kisülés között. Ez utóbbi valószínűleg azért van, mert a feszültségfüggő K+ ioncsatornák egy ún. trigger zónával rendelkeznek. 

#### II–es típusú gátlósejtek
Néhányan ezen sejtek közül alacsony kisülési küszöbszintet mutatnak, gyakori megnevezésük: LTS–sejtek (low threshold spiking). Teljes akkomodációs készségük van, melyet RS–típusnak is neveznek. A kisülési frekvencia alacsony, az akkomodációs sebesség szintén lassabb.

## A neocortex fejlődési mintázata
A kortikális lemez és a neocortex szekvenciális fejlődési módját már korábban vizsgálták timidin–jelöléses módszerrel számos emlős állat esetében (Rakic). Az emberszabású majmoknál talált jellegzetességek és a filogenetikus hasonlóságok arra engedtek következtetni hogy valószínűleg az ember esetében is hasonló módon mehet végbe. A még nem differenciálódott neuronok a germinális epitheliumból radiálisan, a gliarostok mentén jutnak el a corticalis lemezhez. A mitotikus osztódások nyomán jól lekövethető, hogy a ventricularis zóna differenciálatlan idegsejtjei a már kialakult szomszédos gliarostokhoz kapcsolódnak és az önálló funkcionalitással rendelkező agykérgi oszlopot képezik. Ez úgyszólván egy ontogenetikus egységnek is tekinthető, a differenciálódó neocortex építőköveinek. 
A vizsgálatok szerint a ventricularis zóna minden egysége 3–5 őssejtből áll, a számuk azonban 10–12–re is növekedhet később. A neuronális egységeket septumok választják el egymástól. Az őssejtek proliferatív (sejtképző) sajátsága még a szomszédos agykérgi területek mentén is változhat. Ezt megerősítették transzgénikus egereken történt tanulmányok. A neurogenezis minden egyes fázisa alatt a progenitor sejtek gap junction kapcsolatokkal rögzülnek klaszterekbe (Lo Turco és Kriegstein nyomán). Az elképzelés ezen mechanizmusról bár még mindig a hipotézis fázisában van, egyre nagyobb számú – főleg retrovirális géntranszfer (retrovírusokkal, mint génhordozó vektorokkal végzett genetikai transzformáció) módszerrel végzett – vizsgálat támasztja alá a hitelességét (Rakic). 
O’Rourke és mts-ai time-lapse fényképezési technikával konfokális mikroszkóppal végzett elemzése szerint a fejlődő neocortex migrációt végző sejtjeinek 87–90%-a gliarostok mentén mozgott, mint az várható volt. A maradék az intermedier zónában tangenciális irányban migrálódott. Újabban a vizsgálatok a még pontosabb azonosítás céljából riporter géneket (olyan fehérjéket kódolnak, melyek könnyen azonosíthatók) használt fel – főleg E. coli {\textstyle \beta }–galaktozidázt – melynek termékeit hisztokémiai (szövettani) analízissel azonosították (Overstreet, Enikopolov / 2015). Luskin és mts-ai rágcsálóknál azt találták, hogy az egymással rokonságban lévő sejtpopulációk a migrációs útvonalak mentén radiálisan rendeződnek.
Walsh és Cepko patkányokba juttattak genetikailag azonosítható retrovírusokat, méghozzá eltérő hígításokban. Ezt a kísérletet később Reid és mts-ai módosított feltételek mellett ismételték meg. Azt találták, hogy a ventricularis zónában helyet foglaló progenitor sejtek laterális (oldal irányú) migrációját a corticalis lemez irányában vándorló progenitor sejtek aszimmetrikus osztódása követi (Fishell). Ezt jósolták meg korábban – és nevezték kiterjedt diszperziónak a rágcsálók agyi fejlődésének vizsgálata során.

## Dendrithálózat
A dendritek felszíne legalább 2 nagyságrenddel nagyobb felületet tesz ki mint maga a neuron soma része. Funkcionalitását tekintve elsőrendű feladata a szinaptikus input jelek fogadása. Jellemzően – főleg olyan területeken mint a neocortex – a dendrit keresztmetszet átmérő olyan kicsi, hogy érdemben elektrofiziológiai technikákkal stabil regisztrátumot készíteni szinte lehetetlen. Ennélfogva a vizsgálatok jórészt csak közvetett módszerekkel végezhetők, az apikális dendritek felől (Stuart / Sakmann). Ma már ezen módszerek jóval kifinomultabb eljárásokkal egészíthetők ki: ilyenek a kalcium imaging (izolált sejtek kalcium-tartalmának detektálása kalcium indikátorokkal / kalcium nyomjelzés) és a kétfoton abszorpciós fluoreszcencia mikroszkópia. 
A dendrit legegyszerűbb elektromos modellje a passzív elektrotónusos modell. Ebben a dendritek henger alakú membrán szegmensekből állnak, melyek gráf szerűen tevődnek össze. A dendritágaknak kapacitív ellenállásuk van és hosszirányú vezetéssel rendelkeznek. A feszültségprofil a szakaszok végeinél mérhető peremfeltételektől függ. A neuronális egységek elektromos szempontból vagy egy végtelen vezetőként vagy egy nyitott áramkörrel közelíthető. Rall szerint dendritekre alkalmazható – az elektromos állapothatározókat leíró – egyenlet nemcsak egy adott dendrit szakaszra, hanem az elágazódásaira is érvényes. 

### Thalamikus és más afferensek
Több, mint 20 szubkortikális területről érkeznek projekciók a neocortex irányába; jóllehet ezen útvonalak egy része még ismeretlen, a kapcsolatrendszerek sematizációja nem teljes. A legjelentősebb jelátviteli utak közül általános a szenzorikus információkat veszi fel, mely a thalamusból indul ki és a neocortexet éri el. Egy másik fontos útvonal forrása a középagyi területekről, valamint az agyidegmagvakból származik. A neocortexbe tartó  projekciók többsége monoaminerg (pl. szerotonin) vagy kolinerg (ACh). A thalamo-kortikális axonok jórészt serkentő szinaptikus kapcsolatokat képeznek mind az RS– és az FS–típusú (gyors tüzelésű) nuronok felé. A legerősebb jeleket a IV. és a VI. rétegben regisztrálták. A posztszinaptikus potenciál rendszerint nagy, a thalamusból származó axonok minden egyes serkentő neuronnal – melyeket elérnek –átlagosan 7 szinaptikus kapcsolatot létesít. 